# Bahnhof Praha-Bubny

Der Bahnhof Praha-Bubny (tschechisch: Nádraží Praha-Bubny) ist ein Personenbahnhof in Prag.

## Lage
Der Bahnhof befindet sich in Prag nördlich des Zentrums links der Moldau, in direkter Nähe zum U-Bahnhof Vltavská. Südlich des Bahnhofs nutzen die Gleise den Negrelli-Viadukt um die Moldau zu queren. Der Bahnhof liegt im Stadtteil Holešovice, bis 1884 eine eigene Gemeinde, die aus den Orten Holešovice und Bubny entstand. Beide Siedlungsteile sind durch die Bahnanlagen getrennt, Bubny liegt auf der Westseite der Gleisanlagen.
Die Bahnstrecken Praha–Chomutov und Praha–Děčín trennen sich bereits im südlichen Bahnhofsteil.

## Geschichte

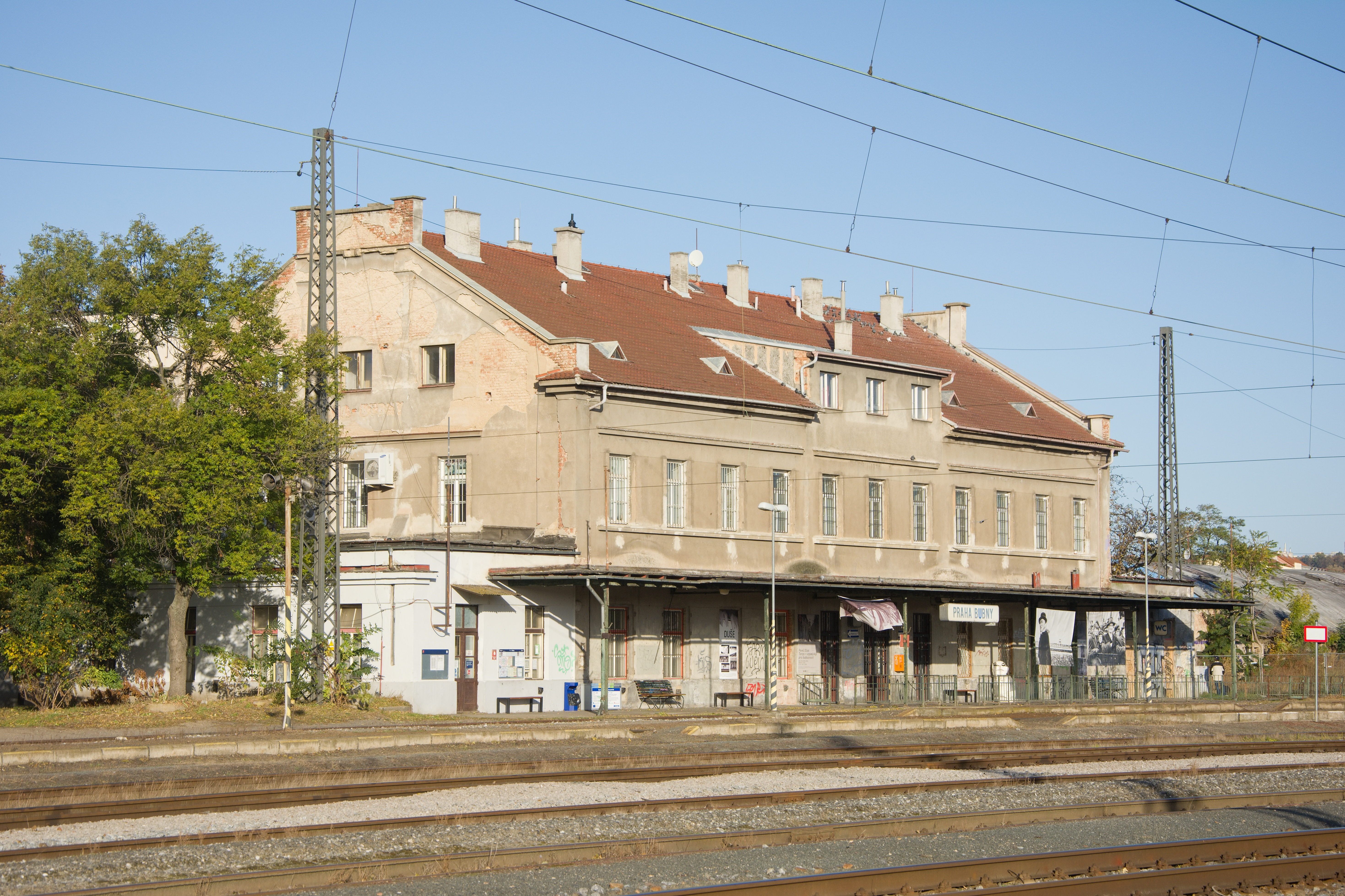
Ehemaliges Bahnhofsgebäude

Der Bahnhof wurde am 27. April 1868 von der k.k. priv. Buschtěhrader Eisenbahn (BEB) als Ausgangspunkt der Strecke Prag–Komotau–Eger „neben“ der vorhandenen Strecke Wien–Bodenbach der k.k. priv. Österreichisch-ungarischen Staatseisenbahngesellschaft (StEG) in Betrieb genommen. Die Verbindung zur StEG-Strecke bestand dabei lediglich an einer Abzweigstelle am Ende des Negrelli-Viaduktes über die Moldau. 
Das erhaltene alte Bahnhofsgebäude stammt aus dem Jahr 1923.

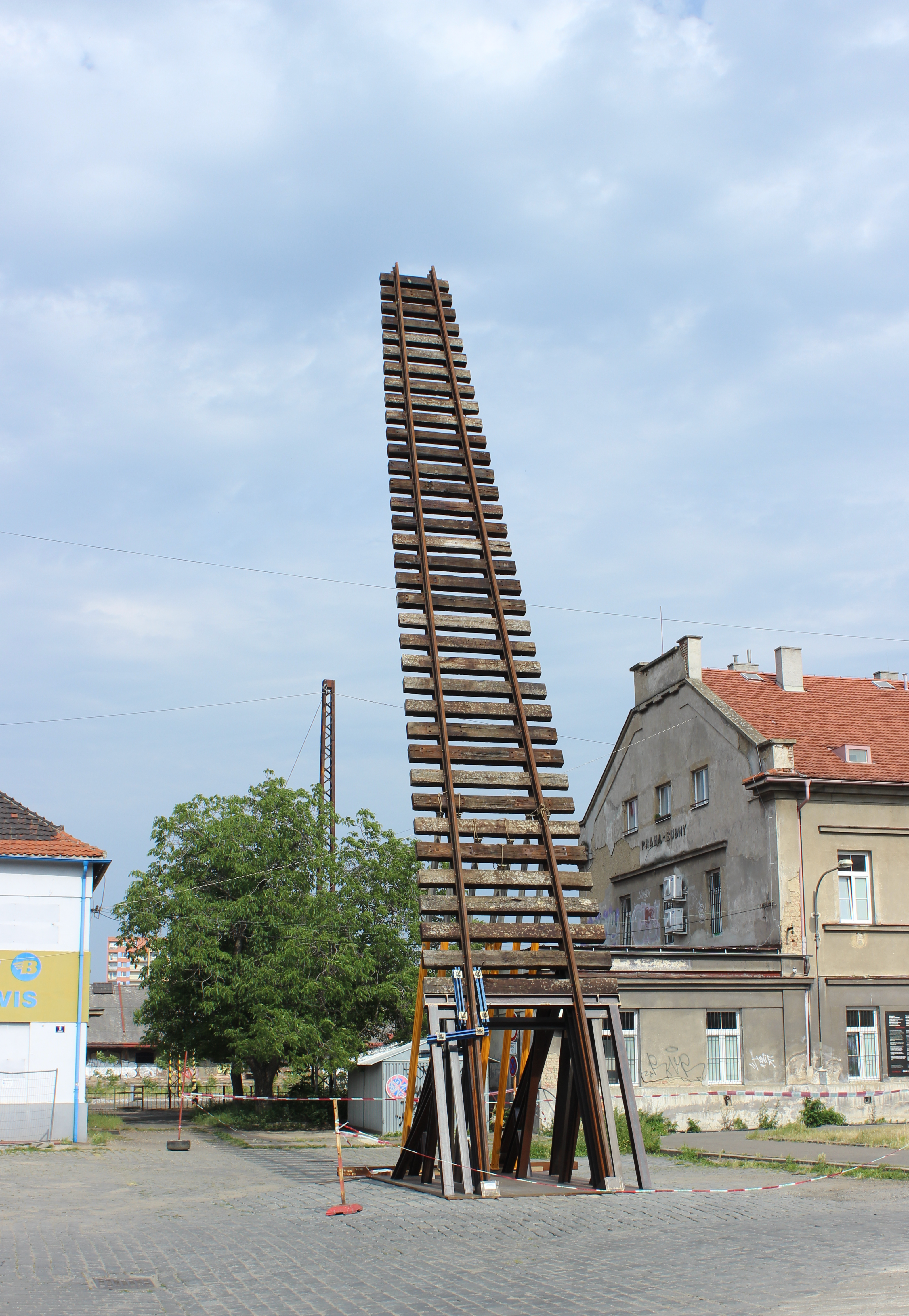
Brána nenávratna

In den Jahren 1941 bis 1945 nutzten die Nationalsozialisten unter deutscher Besetzung den Bahnhof, um etwa 50.000 böhmische  Juden in Ghettos und Konzentrationslager zu deportierten, vorwiegend in das Ghetto Theresienstadt und das Ghetto Litzmannstadt.
Hieran erinnert das Denkmal Brána nenávratna (deutsch: Tor ohne Wiederkehr), das von Aleš Veselý entworfen wurde und am 9. März 2015 errichtet wurde.
Im Jahr 2023 begannen Umbauarbeiten des Bahnhofs als Teil des geplanten Schnellbahnverkehrs vom Prager Stadtzentrum zum Prager Flughafen und Richtung Kladno. Die Gleisanlagen im Bahnhofsbereich wurden komplett neu gestaltet, die Gleise ein Stück nach Osten verlegt und liegen nun über dem Geländeniveau. August 2025 wurde ein neu errichtetes, größeres Bahnhofsgebäude eröffnet, welches sich südlich des ursprünglichen Bahnhofsgebäudes befindet. Es dient nun den Zügen beider Strecken. Die Haltestelle Praha-Holešovice zastávka wurde damit überflüssig. Im Zuge des Ausbaus des Bahnhofes Praha-Bubny wurde sie am 2. März 2025 zum letzten Mal angefahren und danach aufgegeben.
Die neue Lage des Bahnhof ermöglicht eine bessere Anbindung zum U-Bahnhof Vltavská. Bereits von 2017 bis 2020 bestand in diesem Bereich die provisorische Station Praha-Bubny Vltavská. Diese wurde eingerichtet, weil wegen Sanierungsarbeiten am Negrelli-Viadukt der Masaryk-Bahnhof nicht angefahren werden konnte, so dass Reisende bereits hier in die U-Bahn umsteigen konnten. Nach Wiederinbetriebnahme des Viaduktes wurde der Halt wieder aufgegeben.
Es bestehen Pläne, das ursprüngliche Bahnhofsgebäude in eine Holocaust-Gedenkstätte umzuwandeln. Mit dem Umbau des Bahnhofs entstand eine neue Fuß- und Radwegsverbindung im Bereich des alten Empfangsgebäudes auf die andere Seite der Gleisanlagen.
Der frühere Wasserturm des Bahnhofs östlich der Gleisanlagen auf Höhe des alten Empfangsgebäudes steht unter Denkmalschutz.

## Anlagen

### Praha-Bubny St.1
Die Abzweigstelle („odbočka“) Praha-Bubny St.1 liegt am südlichen Bahnhofsende in der Nähe des Negrelli-Viaduktes am Streckenkilometer 411,687 der (Wien) – Praha Masarykovo nádraží – Děčín (die Kilometrierung beginnt in Wien). Sie ist Ausgangspunkt (km 0,0) der Bahnstrecke Praha-Bubny – Chomutov, ebenfalls begann hier die Hafenbahn nach Holešovice přístav, die bis 1998 in Betrieb war.

### Praha-Bubny (Personenbahnhof ab 2025)
Der am 2. August 2025 eröffnete Bahnhof dient anders als die Vorgängerstationen den Personenverkehr sowohl in Richtung Kladno als auch in Richtung Kralupy nad Vltavou. Er besteht aus einem einheitlichen quaderförmigen Baukörper mit Dach, die Bahnsteige sind in Hochlage. In Erdgeschoss befinden sich die Zugänge und sonstige Einrichtungen für den Fahrgastbetrieb. Die vier Gleise befinden sich an einem Mittel- und zwei Außenbahnsteigen, die beiden westlichen gehören zur Strecke nach Kladno (Streckenkilometer 0,239), die beiden östlichen an der Strecke Richtung Kralupy–Děčín (Streckenkilometer 411,922).